# Araneus concinnus
Araneus concinnus är en spindelart som beskrevs av William Joseph Rainbow 1900. Araneus concinnus ingår i släktet Araneus och familjen hjulspindlar.
Artens utbredningsområde är New South Wales. Inga underarter finns listade i Catalogue of Life.